# Musée archéologique de Thésée
Das Musée archéologique de Thésée ist ein kommunales archäologisches Museum in Thésée im französischen Département Loir-et-Cher. Es hat seit 2002 den Status eines Musée de France.

## Geschichte und Ausstellung
Thésée-la-Romaine, das antike Tasciana, ist der bedeutendste Fundort der gallorömischen Kultur im Département Loir-et-Cher. Dank seiner Lage am Ufer des Cher und der Römerstraße von Tours nach Bourges entwickelte es sich früh zu einem Zentrum der Keramikproduktion. Das Musée archéologique befindet sich im ersten Obergeschoss eines bürgerlichen Herrenhauses aus dem 19. Jahrhundert, das im Erdgeschoss die Räume der Mairie beherbergt. Eingerichtet wurde es in den Jahren 1985 bis 1987 unter der Leitung von Elisabeth Latrémolière, der späteren Kuratorin von Schloss Blois. Es stand von Beginn an unter der Aufsicht der Direktion der französischen Museen.
Gezeigt werden Funde aus den Ausgrabungen der Jahre 1960 bis 1982, darunter keramische Erzeugnisse (Alltags- und Luxusgeschirr) und eine Sammlung von Fibeln, Münzen und Schmuck.
Seit 2017 werden zusätzlich zwei von Institut national de recherches archéologiques préventives (Inrap) konzipierte Ausstellungen zum gallischen Handwerk und zur archäologischen Grabungspraxis gezeigt.